# Clifton Williams
Clifton Curtis Williams (ur. 26 września 1932 w Mobile, stan Alabama – zm. 5 października 1967 w Tallahassee, stan Floryda) – astronauta amerykański, major piechoty morskiej (USMC).

## Wykształcenie oraz służba wojskowa
Szkołę średnią ukończył w rodzinnym mieście Mobile, stan Alabama.
- 1954 – na Uniwersytecie w Auburn (Auburn University), stan Alabama uzyskał licencjat z budowy maszyn. Podczas studiów przeszedł kurs służby przygotowawczej oficerów rezerwy Marynarki Wojennej USA (Navy Reserve Officers Training Corps - ROTC). Po studiach wstąpił do korpusu piechoty morskiej. Ukończył szkołę pilotów doświadczalnych marynarki wojennej (Navy Test Pilot School) w bazie Patuxent River, w stanie Maryland. Przez trzy lata był pilotem doświadczalnym w tej bazie. Brał udział w testach samolotów F8E, TF8A, F8E (Attack) i A4E. Wypróbowywał systemy automatycznego lądowania samolotów na pokładach lotniskowców.

Jako pilot wylatał ponad 2500 godzin, z czego ponad 2100 na samolotach z napędem odrzutowym.

## Kariera astronauty

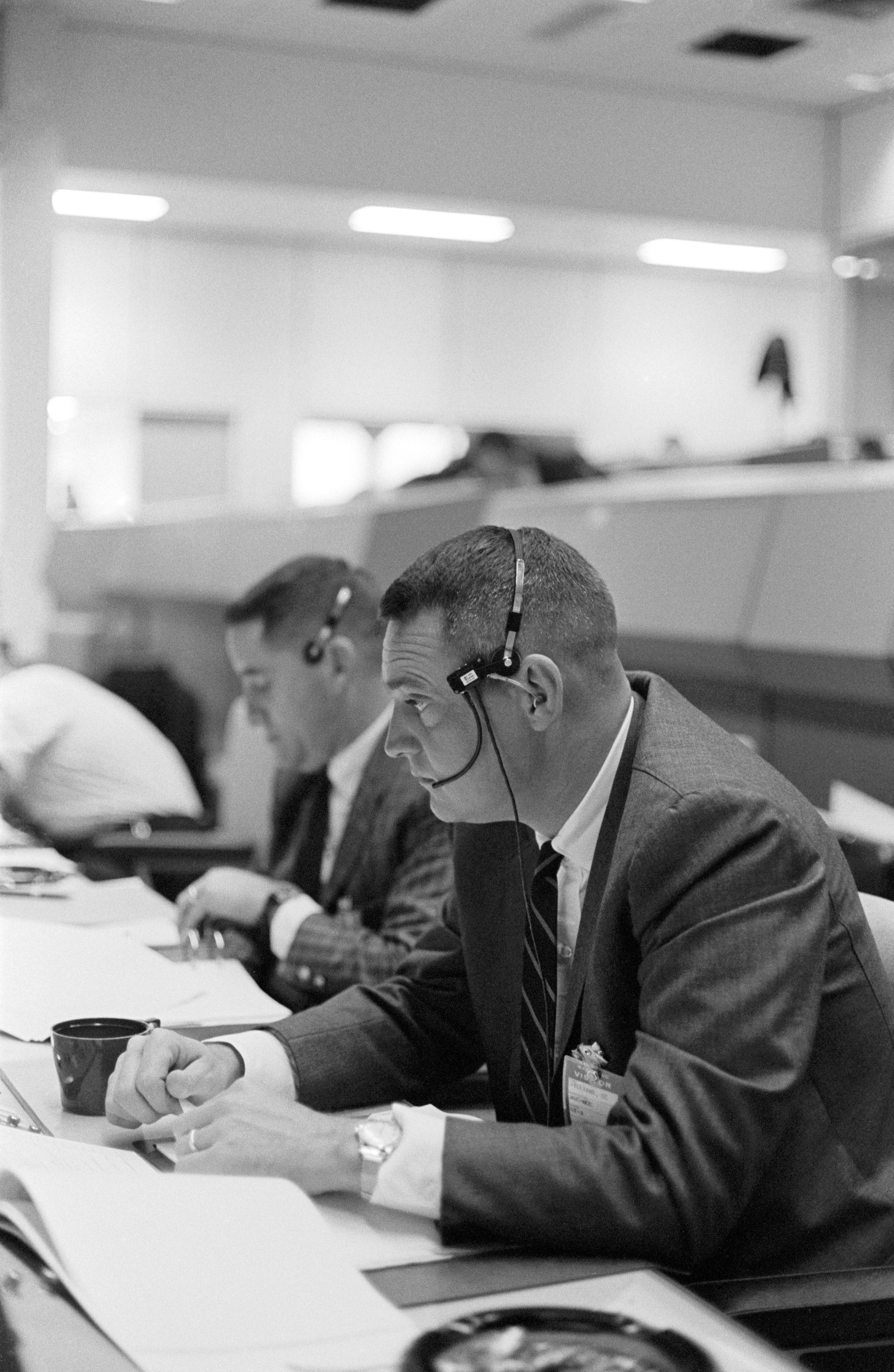
Clifton C. Williams w Centrum Kontroli Misji w Houston podczas misji Gemini 3

- 18 października 1963 – przyjęty do trzeciej grupy astronautów NASA (NASA 3). Zajmował się m.in. bezpieczeństwem załóg statków kosmicznych.
- czerwiec 1965 – był jednym z operatorów łączności (CapCom) podczas lotu statku Gemini 4[1][2].
- wrzesień 1966 – był jednym z operatorów łączności (CapCom) podczas lotu statku Gemini 11[2].
- 1966 – był w rezerwowej załodze statku Gemini 10, gdzie pełnił funkcję pilota. Przeszedł szkolenie z zakresu pracy astronauty na zewnątrz statku kosmicznego. Przed pożarem Apollo 1 był wyznaczony na zapasowego pilota lotu Apollo 4.

Był wyznaczony w charakterze pilota modułu księżycowego do rezerwowej załogi misji Apollo 9 (po śmierci C. Williamsa zastąpił go Alan Bean). Miał zostać czwartym człowiekiem, który stanie na powierzchni Księżyca.
- 5 października 1967 – zginął w katastrofie lotniczej samolotu T-38 w Tallahassee, stan Floryda. Tego dnia leciał z Florydy do Teksasu. Miał zamiar zatrzymać się w Mobile w stanie Alabama. Jego ojciec umierał na raka, więc starał się go odwiedzać tak często jak to było możliwe. W trzydziestej minucie lotu nadał sygnał „Mayday” (odpowiednik morskiego SOS). Katapultował się jednak zbyt późno. Spadochron nie zdążył się otworzyć. Przyczyn wypadku nigdy nie wyjaśniono. Niektóre źródła podają awarię samolotu. Inne podają, że przyczyną awarii była skrzynka z narzędziami na tylnym siedzeniu dwuosobowego samolotu. Podczas lotu miała się zsunąć i zablokować stery[3].